# Ilko-Sascha Kowalczuk
 (août 2017).
Si vous disposez d'ouvrages ou d'articles de référence ou si vous connaissez des sites web de qualité traitant du thème abordé ici, merci de compléter l'article en donnant les références utiles à sa vérifiabilité et en les liant à la section « Notes et références ».
Ilko-Sascha Kowalczuk, né le 4 avril 1967,  est un historien allemand.

## Biographie
Ilko-Sascha Kowalczuk grandit à Berlin-Est ; il n’y est pas autorisé à étudier pour des raisons politiques. Il travaille alors comme ouvrier jusqu'à la chute du mur de Berlin, en 1989,,
Son travail, axé sur la République démocratique allemande, est publié dans de nombreux ouvrages, traduits dans plusieurs langues.
Il travaille comme directeur de la recherche sur les documents de la Stasi à Berlin.

## Publications
- End Game. The 1989 Revolution in East Germany, Berghahn, New York, Oxford, 2022  (ISBN 978-1-80073-621-4)
- Der Tag X – 17. Juni 1953. Die „Innere Staatsgründung“ der DDR als Ergebnis der Krise 1952/54, Ch. Links, Berlin, 1995  (ISBN 3-86153-083-X)
- Legitimation eines neuen Staates. Parteiarbeiter an der historischen Front. Geschichtswissenschaft in der SBZ/DDR 1945 bis 1961, Ch. Links, Berlin, 1997  (ISBN 3-86153-130-5)
- Geist im Dienste der Macht. Hochschulpolitik in der SBZ/DDR 1945 bis 1961, Ch. Links, Berlin, 2003  (ISBN 3-86153-296-4)
- 17. Juni 1953 – Volksaufstand in der DDR. Ursachen – Abläufe – Folgen, éd. Temmen, Brême, 2003  (ISBN 3-86108-385-X)
- Das bewegte Jahrzehnt. Geschichte der DDR von 1949 bis 1961, Bundeszentrale für Politische Bildung, Bonn, 2003  (ISBN 3-89331-521-7)
- Endspiel. Die Revolution von 1989 in der DDR,q éd. C. H. Beck, Munich, 2009  (ISBN 978-3-406-58357-5)
- Die 101 wichtigsten Fragen – DDR, éd. C. H. Beck, Munich, 2009  (ISBN 978-3-406-59232-4)
- Stasi konkret. Überwachung und Repression in der DDR, éd. C. H. Beck, Munich, 2013  (ISBN 978-3-406-63838-1)
- 17. Juni 1953. Geschichte eines Aufstands. éd. C. H. Beck, Munich, 2013  (ISBN 978-3-406-64539-6)
- Die Übernahme. Wie Ostdeutschland Teil der Bundesrepublik wurde, éd. C. H. Beck, Munich, 2019  (ISBN 978-3-406-74020-6)
- Walter Ulbricht - Der deutsche Kommunist (1893-1945), éd. C. H. Beck, Munich, 2023  (ISBN 978-3-406-80660-5)
- Walter Ulbricht. Der kommunistische Diktator (1945–1973), éd. C. H. Beck, Munich, 2024  (ISBN 978-3-406-81396-2)
- Freiheitsschock. Eine andere Geschichte Ostdeutschlands seit 1989, Verlag C. H. Beck, Munich, 2024  (ISBN 978-3-406-82213-1)

### Édition
- Freiheit und Öffentlichkeit. Politischer Samisdat in der DDR 1985–1989. Eine Dokumentation, Robert-Havemann-Gesellschaft, Berlin, 2002  (ISBN 3-9804920-6-0)

### Contributions, collaborations
- « „Born in the GDR“: Ronald Reagan et les Allemands de l'Est », dans Helmut Trotnow, Florian Weiß (éd.), Tear down this wall, Berlin, 2007, p. 272-295
- « 1989 – La société et l’État – opposition et révolution », dans Hélène Camarade, Sibylle Goepper (dir.), Résistance, dissidence et opposition en RDA 1949-1990, Villeneuve d’Ascq, Presses universitaires du Septentrion, coll. « Histoire et civilisations », 2016
- « Le quotidien de la RDA et le MfS » dans La Sécurité de L’État (livre sur la police secrète de la RDA), Berlin, 2021, p. 69-76
- Avec Judith Enders et Raj Kollmorgen (éd.), Deutschland ist eins: vieles. Bilanz und Perspektiven von Transformation und Vereinigung, Campus Verlag, Francfort-sur-le-Main, New York, 2021  (ISBN 978-3-593-51436-9)
- Avec Holger Kulick et Frank Ebert (éd.), (Ost)Deutschlands Weg, Bundeszentrale für politische Bildung, Berlin/Bonn, 2021
  - 45 Studien & Essays zur Lage des Landes. Teil I – 1989 bis heute  (ISBN 978-3-7425-0676-4)-I
  - 35 weitere Studien, Prognosen & Interviews. Teil II – Gegenwart und Zukunft  (ISBN 978-3-7425-0676-4)-II
- « For social justice, freedom and unity – the popular uprising of 17 Juni 1953 in East Berlin » dans György Dalos, Ilko-Sascha Kowalczuk, Jean-Yves Potel, One a long way to democracy: from Berlin to Gdansk via Budapest and Prague, European Trade Union Institute (ETUI), Bruxelles, 2022  (ISBN 978-2-87452-633-6)
- György Dalos, Ilko-Sascha Kowalczuk, Jean-Yves Potel, Le Long Chemin vers la démocratie, préface de Laurent Berger, Nancy, 2023

### Autres
- comp. Stefan Wolle: Roter Stern über Deutschland. Sowjetische Truppen in der DDR, Ch. Links, Berlin, 2001  (ISBN 3-86153-246-8)
- comp. Bernd Eisenfeld & Ehrhart Neubert : Die verdrängte Revolution. Der Platz des 17. Juni 1953 in der deutschen Geschichte[6] Edition Temmen, Bremen, 2004  (ISBN 3-86108-387-6)
- comp. Roger Engelmann (éd.) : Volkserhebung gegen den SED-Staat. Eine Bestandsaufnahme zum 17. Juni 1953[7], Vandenhoeck & Ruprecht, Göttingen, 2005  (ISBN 3-525-35004-X)
- comp. Torsten Diedrich (éd.): Staatsgründung auf Raten ? Zu den Auswirkungen des Volksaufstandes 1953 und des Mauerbaus 1961 auf Staat, Militär und Gesellschaft der DDR, Ch. Links, Berlin, 2005  (ISBN 3-86153-380-4)
- comp. Tom Sello (éd.) : Für ein freies Land mit freien Menschen. Opposition und Widerstand in Biographien und Fotos, Robert-Havemann-Gesellschaft, Berlin, 2006  (ISBN 3-938857-02-1)
- comp. Arno Polzin : Fasse Dich kurz! Der grenzüberschreitende Telefonverkehr der Opposition in den 1980er Jahren und das Ministerium fuer Staatssicherheit, Vandenhoeck & Ruprecht, Göttingen, 2014  (ISBN 978-3-525-35115-4)